# Grecka Apokalipsa Daniela
Grecka Apokalipsa Daniela – apokryf chrześcijański z IX wieku.

## Charakterystyka
Powstały w języku greckim utwór wykazuje dużą zależność od Apokalipsy Jana, 4 Księgi Ezdrasza, 2 Księgi Barucha i Wyroczni sybillińskich. Apokryf dostosowywał tradycje dotyczące Antychrysta i końca świata do ówczesnej sytuacji politycznej. W rozdziałach 1–7 w formie proroctwa następuje opis wojen arabsko-bizantyńskich do koronacji Karola Wielkiego na cesarza rzymskiego. Rozdziały 8–14 są wizją końca świata, w którym kluczową rolę odegra Antychryst.